# Nautilus (Dateimanager)
Nautilus ist ein freier Dateimanager für unixoide Systeme.
Es ist der Standard-Dateimanager der Desktop-Umgebung Gnome und wird auch einfach Dateien genannt.
Sein Name ist eine Anspielung auf die Schale der Perlboote. Nautilus wurde ursprünglich von der Firma Eazel entwickelt.
Der Quelltext des Nautilus Dateimanagers ist im Gegensatz zum Finder auf dem Mac oder dem Windows-Explorer gemäß der GNU General Public License (GPL) frei verfügbar.
Nautilus löste den Dateimanager gmc ab und ist seit Gnome 1.4 fester Bestandteil des Gnome-Projekts. Nautilus ist konfigurierbar, bietet Funktionen zur Systemkontrolle und unterstützt verschiedene Dateitypen.
Zu heftigen Kontroversen führte die mit der Version 2.6 eingeführte Umstellung, dass neue Verzeichnisse in eigenen Fenstern geöffnet werden, der sogenannte räumliche Modus (spatial mode), anstatt wie vorher im selben Fenster (Browser-Modus bzw. navigational mode genannt). Diese Umstellung wurde mit Version 2.30 wieder rückgängig gemacht.

## Geschichte
Ursprünglich geht Nautilus auf den langjährigen Apple-Entwickler Andy Hertzfeld zurück. Zur Entwicklung des Pakets gründete er eigens die Softwarefirma eazel, Inc. Nach seinen Plänen sollte der Dateimanager zwar selbst kostenlos und freie Software sein, jedoch kostenpflichtige Dienste integrieren, die das Einkommen des Unternehmens sicherstellen sollten. Da der bis dahin im Gnome-Desktop eingesetzte Dateimanager gmc, eine grafische Variante des Midnight Commander, allgemein als zu unmodern und nicht konkurrenzfähig mit dem Konqueror des konkurrierenden K Desktop Environment angesehen wurde, wurden eazels Pläne, eine moderne Schaltzentrale für den freien Desktop zu schaffen, überwiegend begrüßt. Im Zuge der dotcom-Blase gelang es Hertzfeld, etwa 15 Millionen US-Dollar an Startkapital für sein Geschäftsmodell zu akquirieren und für die Entwicklung von Nautilus einzusetzen. In den Ankündigungen des Unternehmens wurde Nautilus dabei nicht als „Dateimanager“, sondern als „grafische Shell“ bezeichnet. Die genaue Bedeutung dieses Schlagwortes blieb zwar ungeklärt, jedoch bedeutete es in der Praxis die Einbettung umfangreicher Funktionalitäten in den Dateimanager, die teilweise die Funktionalität anderer Bestandteile des Desktops duplizierten, so etwa die Einbettung von Mozilla als – funktionell sehr eingeschränkter – Browser, die Möglichkeit, Web-Feeds zu abonnieren, Hilfeseiten anzuzeigen und MP3-Audiodaten abzuspielen. Für die beschleunigte Dateisuche produzierte eazel zudem einen eigenen Indizierungsdienst namens Medusa. Selbst zur Glättung der Bildschirmschriften (Antialiasing) auf dem Desktop brachte Nautilus eigene Komponenten mit, da Antialiasing im zugrundeliegenden Toolkit Gtk 1.2 noch nicht implementiert war.
Eazels Software catalogue sollte zudem das Aktualisieren installierter Programmpakete aus dem Dateimanager heraus ermöglichen, womit jedoch die Funktionalität der jeweiligen distributionseigenen Paketverwaltung dupliziert wurde.
Zusätzlich wurde eine Anbindung an die geplanten eazel services integriert, von denen jedoch nur ein kostenloser Datenspeicher im Internet, ähnlich Apples iDisk, realisiert wurde. Noch bevor die Firma dazu übergehen konnte, die Version 1.0 des Programms herauszubringen und kostenpflichtige Dienste anzubieten, musste das Unternehmen Konkurs anmelden und stellte am 15. Mai 2001 den Geschäftsbetrieb ein. Die Fortentwicklung des unter der GPL stehenden Programms wurde anschließend von Freiwilligen der Gnome-Entwickler-Community übernommen.
- Version 1.0 erschien im Frühjahr 2001 und war Bestandteil von Gnome 1.4. Nach den allgemein als sehr vollmundig empfundenen Ankündigungen zeigten sich viele Nutzer von dem schließlich verfügbaren Produkt enttäuscht. Gründe waren zum einen der enorm hohe Ressourcenverbrauch und die damit verbundene niedrige Arbeitsgeschwindigkeit sowie die schlechte Integration in den Desktop.
- Version 2.0 war eine Portierung auf GTK 2.0. Hier wurde die Arbeitsgeschwindigkeit bereits deutlich verbessert, und einige redundante Funktionen wurden aus dem Programm entfernt, etwa die Anzeige von Hilfeseiten. Auch in den Folgeversionen setzte sich der Trend zur Entschlackung fort. Hertzfeld zeigte sich später über den vom Gnome-Projekt eingeschlagenen Weg enttäuscht und erklärte, seine Vision sei nicht verwirklicht worden.[9]
- Version 2.2 beinhaltete eine Menge Änderungen, um Nautilus an die Human Interface Guidelines (HIG) anzupassen.
- Version 2.4 verschob das „desktop“-Verzeichnis nach ~/Desktop (die Tilde repräsentiert das „Home“-Verzeichnis), um mit den Standards von freedesktop.org kompatibel zu sein.
- Version 2.6 – der räumliche Modus wurde Standard
- Version 2.14 – Integration der Desktop-Suchmaschine Beagle
- Version 2.24 – Verfügbarkeit von Registerkarten (Tabs)
- Version 2.30 – Abkehr vom räumlichen Modus als Standardeinstellung zurück zum Browser-Modus. Zusätzlich Einführung einer geteilten Ansicht, die Zwei-Fenster-Dateimanagern ähnelt.
- Version 3.4 – wurde um eine Undo-Funktion erweitert[10]
- Version 3.6 – Umbenennung in Gnome Files, Die Oberfläche wurde deutlich überarbeitet, neue Dateiansichten möglich
- Version 3.10 – Titelleiste und Werkzeugleiste wurden fusioniert
- Version 3.18 – Native Integration von Google Drive[11]